# Sovjet-Unie op de Olympische Zomerspelen 1964
De Sovjet-Unie nam deel aan de Olympische Zomerspelen 1964 in Tokio, Japan. Na twee opeenvolgende overwinningen van het medailleklassement moest het dit keer genoegen nemen met de tweede plaats achter aartsrivaal de Verenigde Staten. In tegenstelling tot de vorige editie werden 13 gouden medailles minder gewonnen.

## Medailles
| Sport            | Olympiër | Discipline                  | Medaille |
| ---------------- | --- | --------------------------- | -------- |
| Atletiek         | Valeri Broemel | hoogspringen (m)            | Goud     |
| Atletiek         | Romuald Klim | kogelslingeren (m)          | Goud     |
| Atletiek         | Tamara Press | discuswerpen (v)            | Goud     |
| Atletiek         | Tamara Press | kogelstoten (v)             | Goud     |
| Atletiek         | Irina Press | vijfkamp (v)                | Goud     |
| Boksen           | Stanislav Stepasjkin | -57kg (m)                   | Goud     |
| Boksen           | Boris Lagoetin | -71kg (m)                   | Goud     |
| Boksen           | Valeri Popentsjenko | -75kg (m)                   | Goud     |
| Gewichtheffen    | Aleksej Vachonin | -56kg (m)                   | Goud     |
| Gewichtheffen    | Vladimir Golovanov | -82,5kg (m)                 | Goud     |
| Gewichtheffen    | Rudolf Pljoekfelder | -90kg (m)                   | Goud     |
| Gewichtheffen    | Leonid Zjabotinski | +90kg (m)                   | Goud     |
| Kanovaren        | Andrei Chimitsj Stepan Osjtsjepkov | C-2 1000m (m)               | Goud     |
| Kanovaren        | Nikolai Tsjoezjikov Anatoli Grisjin Vjatsjeslav Ionov Vladimir Morozov | K-4 1000m (m)               | Goud     |
| Kanovaren        | Ljoedmila Pinajeva-Chvedosjoek | K-1 500m (v)                | Goud     |
| Moderne vijfkamp | Igor Novikov Albert Mokejev Viktor Minejev | team (m)                    | Goud     |
| Roeien           | Vjatsjeslav Ivanov | skiff (m)                   | Goud     |
| Roeien           | Oleg Tjoerin, Boris Doebrovsky | dubbel-twee (m)             | Goud     |
| Schermen         | Grigori Kriss | degen (m)                   | Goud     |
| Schermen         | German Svesjnikov Joeri Sissikin Mark Midler Viktor Zjdanovitsj Joeri Sjarov | floret team (m)             | Goud     |
| Schermen         | Jakov Rylski Noegzar Asatiani Mark Rakita Oemjar Mavlichanov Boris Melnikov | sabel team (m)              | Goud     |
| Turnen           | Boris Sjachlin | rekstok (m)                 | Goud     |
| Turnen           | Larissa Latynina Polina Astakhova Jelena Voltsjetskaja Tamara Zamotailova Tamara Manina Ljoedmila Gromova | meerkamp team (v)           | Goud     |
| Turnen           | Polina Astachova | brug (v)                    | Goud     |
| Turnen           | Larissa Latynina | vloer (v)                   | Goud     |
| Volleybal        | Ivans Bugajenkovs Nikolay Burobin Vazha K'ach'arava Valeri Kalachikhin Vitali Kovalenko Staņislavs Lugailo Georgi Mondzolevski Yuriy Poyarkov Eduard Sibiryakov Joeri Tsjesnokov Yuriy Venherovsky Dmitri Voskoboynikov | zaal (m)                    | Goud     |
| Worstelen        | Anatoli Kolesov | -78kg Grieks-Romeins (m)    | Goud     |
| Worstelen        | Aleksandr Medved | -97kg vrije stijl (m)       | Goud     |
| Worstelen        | Aleksandr Ivanitski | +97kg vrije stijl (m)       | Goud     |
| Zwemmen          | Galina Prozoemensjtsjikova | 200m schoolslag (v)         | Goud     |
|                  | |                             |          |
| Atletiek         | Oleg Fedosejev | hink-stap-springen (m)      | Zilver   |
| Atletiek         | Rein Aun | tienkamp (m)                | Zilver   |
| Basketbal        | Valdis Muižnieks Mykola Bahlej Armenak Alachachian Aleksandr Travin Vjatsjeslav Chrynin Jānis Krūmiņš Levan Mosesjvili Joeri Kornejev Aleksandr Petrov Gennadi Volnov Jaak Lipso Juris Kalniņš                          | mannen                      | Zilver   |
| Boksen           | Aleksej Kisseljov | -60kg (m)                   | Zilver   |
| Boksen           | Jevgeni Frolov | -63,5kg (m)                 | Zilver   |
| Boksen           | Ričardas Tamulis | -67kg (m)                   | Zilver   |
| Boksen           | Velikton Barannikov | -81kg (m)                   | Zilver   |
| Gewichtheffen    | Vladimir Kaploenov | -67,5kg (m)                 | Zilver   |
| Gewichtheffen    | Viktor Koerentsov | -75kg (m)                   | Zilver   |
| Gewichtheffen    | Joeri Vlasov | +90kg (m)                   | Zilver   |
| Moderne vijfkamp | Igor Novikov | individueel (m)             | Zilver   |
| Schermen         | Galina Gorochova Valentina Proedskova Tatjana Samoesenko Ljoedmila Sjisjova Valentina Rastvorova | floret team (m)             | Zilver   |
| Schietsport      | Sjota Kveliasjvili | 300m geweer 3 houdingen (m) | Zilver   |
| Schietsport      | Pavel Senitsjev | trap (m)                    | Zilver   |
| Turnen           | Boris Sjachlin Viktor Lisitsky Viktor Leontjev Joeri Tsapenko Joeri Titov Sergej Diomidov | meerkamp team (m)           | Zilver   |
| Turnen           | Boris Sjachlin | individuele meerkamp (m)    | Zilver   |
| Turnen           | Viktor Lisitski | individuele meerkamp (m)    | Zilver   |
| Turnen           | Viktor Lisitski | sprong (m)                  | Zilver   |
| Turnen           | Viktor Lisitski | vloer (m)                   | Zilver   |
| Turnen           | Joeri Titov | rekstok (m)                 | Zilver   |
| Turnen           | Larissa Latynina | individuele meerkamp (v)    | Zilver   |
| Turnen           | Larissa Latynina | sprong (v)                  | Zilver   |
| Turnen           | Tamara Manina | balk (v)                    | Zilver   |
| Turnen           | Polina Astachova | vloer (v)                   | Zilver   |
| Volleybal        | Nelli Abramova Astra Biltauer Lyudmila Buldakova Lyudmila Gureeva Valentina Kamenek-Vinogradova Marita Katusheva Ninel Lukanina Valentina Mishak Tatyana Roshchina Inna Ryskal Antonina Ryzhova Tamara Tikhonina        | zaal (v)                    | Zilver   |
| Wielersport      | Imants Bodnieks Viktor Logoenov | tandem (m)                  | Zilver   |
| Worstelen        | Vladlen Trostjanski | -57kg Grieks-Romeins (m)    | Zilver   |
| Worstelen        | Roman Rurua | -63kg Grieks-Romeins (m)    | Zilver   |
| Worstelen        | Anatoli Rosjtsjin | +97kg Grieks-Romeins (m)    | Zilver   |
| Worstelen        | Goeliko Sagaradze | -78kg vrije stijl (m)       | Zilver   |
| Zwemmen          | Georgi Prokopenko | 200m schoolslag (m)         | Zilver   |
|                  | |                             |          |
| Atletiek         | Anatoli Mikhailov | 110m horden (m)             | Brons    |
| Atletiek         | Ivan Beljajev | 3000m steeplechase (m)      | Brons    |
| Atletiek         | Vladimir Goloebnitsji | 20km snelwandelen (m)       | Brons    |
| Atletiek         | Igor Ter-Ovanesjan | verspringen (m)             | Brons    |
| Atletiek         | Viktor Kravtsjenko | hink-stap-springen (m)      | Brons    |
| Atletiek         | Jānis Lūsis | speerwerpen (m)             | Brons    |
| Atletiek         | Taisija Tsjentsjik | hoogspringen (v)            | Brons    |
| Atletiek         | Tatjana Sjtsjelkanova | verspringen (v)             | Brons    |
| Atletiek         | Galina Zybina | kogelstoten (v)             | Brons    |
| Atletiek         | Jelena Gortsjakova | speerwerpen (v)             | Brons    |
| Atletiek         | Galina Bystrova | vijfkampb (v)               | Brons    |
| Boksen           | Stanislav Sorokin | -52kg (m)                   | Brons    |
| Boksen           | Vadim Jemeljanov | +81kg (m)                   | Brons    |
| Judo             | Aron Bogoljoehov | -68kg (m)                   | Brons    |
| Judo             | Oleg Stepanov | -68kg (m)                   | Brons    |
| Judo             | Ansor Kiknadse | +80kg (m)                   | Brons    |
| Judo             | Parnaos Tsjikviladse | +80kg (m)                   | Brons    |
| Kanovaren        | Jevgeni Penjajev | C-1 1000m (m)               | Brons    |
| Moderne vijfkamp | Albert Mokejev | individueel (m)             | Brons    |
| Paardensport     | Sergej Filatov | dressuur individueel        | Brons    |
| Paardensport     | Sergej Filatov Ivan Kizimov Ivan Kalita | dressuur team               | Brons    |
| Schermen         | Goeram Kostava | degen (m)                   | Brons    |
| Schermen         | Oemjar Mavlichanov | sabel (m)                   | Brons    |
| Schoonspringen   | Galina Aleksejeva | 10m toren (m)               | Brons    |
| Turnen           | Joeri Tsapenko | paard voltige (m)           | Brons    |
| Turnen           | Boris Sjachlin | ringen (m)                  | Brons    |
| Turnen           | Polina Astachova | individuele meerkamp (v)    | Brons    |
| Turnen           | Larissa Latynina | balk (v)                    | Brons    |
| Turnen           | Larissa Latynina | brug (v)                    | Brons    |
| Waterpolo        | Viktor Agejev Zenon Bortkevich Eduard Egorov Igor Grabovsky Boris Grisjin Nikolai Kalasjnikov Nikolay Kuznetsov Vladimir Kuznetsov Leonid Osipov Boris Popov Vladimir Semyonov                                          | mannen                      | Brons    |
| Worstelen        | David Gvantseladze | -70kg Grieks-Romeins (m)    | Brons    |
| Worstelen        | Aidyn Ibragimov | -57kg vrije stijl (m)       | Brons    |
| Worstelen        | Nodar Khokhashvili | -63kg vrije stijl (m)       | Brons    |
| Zwemmen          | Svetlana Babanina | 200m schoolslag (v)         | Brons    |
| Zwemmen          | Tatjana Saveljeva Svetlana Babanina Tatjana Devjatova Natalja Oestinova | 4x100m wisselslag (v)       | Brons    |

## Deelnemers en resultaten

### Atletiek
| Olympiër                                                                                      | Discipline               | Resultaat | Prestatie |
| --------------------------------------------------------------------------------------------- | ------------------------ | --------- | --- |
| Gusman Kosanov                                                                                | 100m (m)                 | 51e       | serie 5: 5de in 10,9 |
| Nikolay Politiko                                                                              | 100m (m)                 | DNS       | serie 4: niet gestart |
| Edvin Ozolin                                                                                  | 100m (m)                 | 17e       | serie 1: 3de in 10,5 kwartfinale 2: 5de in 10,4 |
| Edvin Ozolin                                                                                  | 200m (m)                 | 17e       | serie 4: 3de in 21,3 kwartfinale 4: 5de in 21,4 |
| Boris Savchuk                                                                                 | 200m (m)                 | DSQ       | serie 5: gediskwalificeerd |
| Boris Zubov                                                                                   | 200m (m)                 | 26e       | serie 2: 3de in 21,4 kwartfinale 1: 6de in 21,8 |
| Vadim Arkhipchuk                                                                              | 400m (m)                 | 27e       | serie 2: 3de in 47,7 kwartfinale 3: 8ste in 47,9 |
| Viktor Bychkov                                                                                | 400m (m)                 | 27e       | serie 5: 5de in 47,3 kwartfinale 4: 7de in 47,9 |
| Grigory Sverbetov                                                                             | 400m (m)                 | 29e       | serie 6: 4de in 47,3 kwartfinale 2: 8ste in 48,0 |
| Valery Bulyshev                                                                               | 800m (m)                 | 12e       | serie 1: 3de in 1.48,6 halve finale 1: 5de in 1.47,5 |
| Abram Kryvosheiev                                                                             | 800m (m)                 | 12e       | serie 4: 4de in 1.49,5 halve finale 2: 6de in 1.47,5 |
| Rein Tölp                                                                                     | 800m (m)                 | 17e       | serie 3: 4de in 1.50,0 halve finale 3: 5de in 1.49,1 |
| Ivan Belitsky                                                                                 | 1500m (m)                | 21e       | serie 4: 8ste in 3.46,7 |
| Stepan Baydyuk                                                                                | 5000m (m)                | 10e       | serie 1: 3de in 14.00,2 finale: 10de in 14.11,2 |
| Nikolay Dutov                                                                                 | 5000m (m)                | 7e        | serie 4: 3de in 13.50,6 finale: 7de in 13.53,8 |
| Kęstutis Orentas                                                                              | 5000m (m)                | 17e       | serie 2: 5de in 13.54,0 |
| Pyotr Bolotnikov                                                                              | 10000m (m)               | 25e       | 30.52,8 |
| Nikolay Dutov                                                                                 | 10000m (m)               | DNF       | niet gefinisht |
| Leonid Ivanov                                                                                 | 10000m (m)               | 5e        | 28.53,2 |
| Valentin Chistyakov                                                                           | 110m horden (m)          | DSQ       | serie 4: 3de in 14,75 halve finale 1: gediskwalificeerd |
| Aleksandr Kontarev                                                                            | 110m horden (m)          | 12e       | serie 2: 2de in 14,26 halve finale 2: 6de in 14,27 |
| Anatoly Mikhaylov                                                                             | 110m horden (m)          | Brons     | serie 3: 1ste in 14,13 halve finale 1: 1ste in 13,90 finale: 3de in 13,78 |
| Vasily Anisimov                                                                               | 400m horden (m)          | 7e        | serie 4: 2de in 51,7 halve finale 2: 4de in 50,7 finale: 7de in 51,1 |
| Imants Kukličs                                                                                | 400m horden (m)          | 26e       | serie 5: 8ste in 53,3 |
| Edvīns Zāģeris                                                                                | 400m horden (m)          | 14e       | serie 1: 4de in 51,5 halve finale 1: 7de in 52,2 |
| Adolfas Aleksejūnas                                                                           | 3000m steeplechase (m)   | 7e        | serie 3: 1ste in 8.31,8 (OR) finale: 7de in 8.39,0 |
| Ivan Belyayev                                                                                 | 3000m steeplechase (m)   | Brons     | serie 1: 2de in 8.42,0 finale: 3de in 8.33,8 |
| Lazar Naroditsky                                                                              | 3000m steeplechase (m)   | 14e       | serie 2: 5de in 8.43,0 |
| Gusman Kosanov Edvin Ozolin Boris Savchuk Boris Zubov                                         | 4x100m (m)               | 5e        | serie 3: 3de in 40,1 halve finale 2: 4de in 39,7 finale: 5de in 39,4 |
| Vasyl Anisimov Vadym Arkhypchuk Viktor Bychkov Hryhoriy Sverbetov                             | 4x400m (m)               | 7e        | serie 1: 2de in 3.07,4 finale: 7de in 3.05,9 |
| Nikolay Abramov                                                                               | marathon (m)             | 26e       | 2:27.09,4 |
| Viktor Baykov                                                                                 | marathon (m)             | DNF       | niet gefinisht |
| Nikolay Tikhomirov                                                                            | marathon (m)             | 22e       | 2:26.07,4 |
| Vladimir Golubnichy                                                                           | 20km snelwandelen (m)    | Brons     | 1:31.59,4 |
| Boris Khrolovich                                                                              | 20km snelwandelen (m)    | 7e        | 1:32.45,4 |
| Nikolay Tikhomirov                                                                            | 20km snelwandelen (m)    | 5e        | 1:32.33,0 |
| Gennady Agapov                                                                                | 50km snelwandelen (m)    | 12e       | 4:24.34,0 |
| Yevgeny Lyungin                                                                               | 50km snelwandelen (m)    | 18e       | 4:32.01,6 |
| Anatoly Vedyakov                                                                              | 50km snelwandelen (m)    | 7e        | 4:19.55,8 |
| Leonid Barkovsky                                                                              | verspringen (m)          | 15e       | kwalificatie: 15de met 7,39m |
| Igor Ter-Ovanesyan                                                                            | verspringen (m)          | Brons     | kwalificatie: 3de met 7,78m finale: 3de met 7,99m |
| Antanas Vaupšas                                                                               | verspringen (m)          | 14e       | kwalificatie: 14de met 7,43m |
| Oleg Fedoseyev                                                                                | hink-stap-springen (m)   | Zilver    | kwalificatie groep B: 2de met 15,87m finale: 2de met 16,58m |
| Viktor Kravchenko                                                                             | hink-stap-springen (m)   | Brons     | kwalificatie groep B: 4de met 15,81m finale: 3de met 16,57m |
| Vitold Kreyer                                                                                 | hink-stap-springen (m)   | 16e       | kwalificatie groep B: 5de met 15,71m |
| Valery Brumel                                                                                 | hoogspringen (m)         | Goud      | kwalificatie groep B: 4de met 2,06m finale: 1ste met 2,18m (OR) |
| Robert' Shavlaq'adze                                                                          | hoogspringen (m)         | 5e        | kwalificatie groep B: 1ste met 2,06m finale: 5de met 2,14m |
| Valery Skvortsov                                                                              | hoogspringen (m)         | 14e       | kwalificatie groep B: 2de met 2,06m finale: 14de met 2,06m |
| Gennady Bliznetsov                                                                            | polsstokhoogspringen (m) | 5e        | kwalificatie groep B: 1ste met 4,60m finale: 5de met 4,95m |
| Sergey Dyomin                                                                                 | polsstokhoogspringen (m) | 15e       | kwalificatie groep B: 8ste met 4,60m finale: 15de met 4,40m |
| Igor Feld                                                                                     | polsstokhoogspringen (m) | 9e        | kwalificatie groep B: 2de met 4,60m finale: 9de met 4,80m |
| Nikolay Karasyov                                                                              | kogelstoten (m)          | 6e        | kwalificatie: 12de met 17,83m finale: 6de met 18,86m |
| Viktor Lipsnis                                                                                | kogelstoten (m)          | 10e       | kwalificatie: 3de met 18,90m finale: 10de met 18,11m |
| Adolfas Varanauskas                                                                           | kogelstoten (m)          | 8e        | kwalificatie: 10de met 17,86m finale: 8ste met 18,41m |
| Kim Bukhantsov                                                                                | discuswerpen (m)         | 9e        | kwalificatie: 11de met 54,94m finale: 9de met 54,38m |
| Viktor Kompaneyets                                                                            | discuswerpen (m)         | 12e       | kwalificatie: 4de met 57,40m finale: 12de met 51,96m |
| Vladimir Trusenyov                                                                            | discuswerpen (m)         | 8e        | kwalificatie: 12de met 53,81m finale: 8ste met 54,78m |
| Viktor Aksyonov                                                                               | speerwerpen (m)          | 17e       | kwalificatie: 17de met 69,46m |
| Vladimir Kuznetsov                                                                            | speerwerpen (m)          | 8e        | kwalificatie: 4de met 75,01m finale: 8ste met 74,26m |
| Jānis Lūsis                                                                                   | speerwerpen (m)          | Brons     | kwalificatie: 7de met 73,48m finale: 3de met 80,57m |
| Yury Bakarinov                                                                                | kogelslingeren (m)       | 5e        | kwalificatie: 12de met 63,86m finale: 5de met 66,72m |
| Romuald Klim                                                                                  | kogelslingeren (m)       | Goud      | kwalificatie: 3de met 67,10m finale: 1ste met 69,74m (OR) |
| Yury Nikulin                                                                                  | kogelslingeren (m)       | 4e        | kwalificatie: 5de met 65,64m finale: 4de met 67,69m |
| Rein Aun                                                                                      | tienkamp (m)             | Zilver    | 100m: 3de in 10,90 verspringen: 1ste met 7,22m kogelstoten: 9de met 13,82m hoogspringen: 2de met 1,93m 400m: 2de in 48,8 110m horden: 13de in 15,90 discuswerpen: 5de met 44,19m polsstokhoogspringen: 7de met 4,20m speerwerpen: 7de met 59,06m 1500m: 2de in 4.22,3 totaal: 7842 punten       |
| Vasily Kuznetsov                                                                              | tienkamp (m)             | 7e        | 100m: 3de in 10,90 verspringen: 7de met 6,98m kogelstoten: 7de met 14,06m hoogspringen: 16de met 1,70m 400m: 7de in 49,5 110m horden: 3de in 14,90 discuswerpen: 7de met 43,81m polsstokhoogspringen: 3de met 4,40m speerwerpen: 2de met 67,87m 1500m: 17de in 5.02,5 totaal: 7569 punten       |
| Mikhail Storozhenko                                                                           | tienkamp (m)             | 8e        | 100m: 5de in 11,00 verspringen: 1ste met 7,22m kogelstoten: 1ste met 16,37m hoogspringen: 8ste met 1,84m 400m: 21ste in 53,6 110m horden: 5de in 15,00 discuswerpen: 8ste met 43,20m polsstokhoogspringen: 12de met 4,00m speerwerpen: 6de met 59,10m 1500m: 16de in 5.00,7 totaal: 7464 punten |
|                                                                                               |                          |           | |
| Galina Gayda                                                                                  | 100m (v)                 | 25e       | serie 6: 4de in 11,9 kwartfinale 4: 7de in 12,0 |
| Renāte Lāce                                                                                   | 100m (v)                 | 9e        | serie 1: 3de in 11,6 kwartfinale 2: 3de in 11,6 halve finale 2: 6de in 11,7 |
| Galina Popova                                                                                 | 100m (v)                 | 12e       | serie 4: 3de in 11,8 kwartfinale 1: 3de in 11,5 halve finale 1: 5de in 11,8 |
| Galina Gayda                                                                                  | 200m (v)                 | 17e       | serie 3: 3de in 24,4 |
| Mariya Itkina                                                                                 | 200m (v)                 | DNS       | serie 5: niet gestart |
| Lyudmila Samotesova                                                                           | 200m (v)                 | 5e        | serie 4: 1ste in 23,8 halve finale 2: 2de in 23,7 finale: 5de in 23,5 |
| Mariya Itkina                                                                                 | 400m (v)                 | 5e        | serie 2: 1ste in 54,9 halve finale 2: 2de in 53,5 finale: 5de in 54,6 |
| Laine Erik                                                                                    | 800m (v)                 | 6e        | serie 3: 3de in 2.08,3 halve finale 1: 3de in 2.04,7 finale: 6de in 2.05,1 |
| Vera Mukhanova                                                                                | 800m (v)                 | 9e        | serie 1: 4de in 2.08,8 halve finale 1: 5de in 2.04,8 |
| Zoya Skobtsova                                                                                | 800m (v)                 | 13e       | serie 2: 3de in 2.08,6 halve finale 2: 6de in 2.07,4 |
| Galina Bystrova                                                                               | 80m horden (v)           | 10e       | serie 1: 2de in 10,9 halve finale 2: 6de in 10,8 |
| Irina Press                                                                                   | 80m horden (v)           | 4e        | serie 2: 1ste in 10,7 halve finale 1: 3de in 10,8 finale: 4de in 10,6 |
| Tatyana Talysheva                                                                             | 80m horden (v)           | 11e       | serie 3: 3de in 10,9 halve finale 1: 6de in 10,9 |
| Galina Gayda Mariya Itkina Renāte Lāce Galina Popova Lyudmila Samotesova Tatyana Shchelkanova | 4x100m (v)               | 4e        | serie 1: 3de in 44,9 finale: 4de in 44,4 |
| Aida Chuyko                                                                                   | verspringen (v)          | 11e       | kwalificatie groep A: 9de met 6,00m finale: 11de met 6,13m |
| Tatyana Shchelkanova                                                                          | verspringen (v)          | Brons     | kwalificatie groep B: 2de met 6,32m finale: 3de met 6,42m |
| Tatyana Talysheva                                                                             | verspringen (v)          | 10e       | kwalificatie groep B: 6de met 6,08m finale: 10de met 6,18m |
| Taisiya Chenchik                                                                              | hoogspringen (v)         | Brons     | kwalificatie groep B: 6de met 1,70m finale: 3de met 1,78m |
| Galina Kostenko                                                                               | hoogspringen (v)         | 16e       | kwalificatie groep A: 8ste met 1,65m |
| Irina Press                                                                                   | kogelstoten (v)          | 6e        | kwalificatie: 4de met 15,67m finale: 6de met 16,71m |
| Tamara Press                                                                                  | kogelstoten (v)          | Goud      | kwalificatie: 1ste met 16,57m finale: 1ste met 18,14m (OR) |
| Galina Zybina                                                                                 | kogelstoten (v)          | Brons     | kwalificatie: 11de met 15,17m finale: 3de met 17,45m |
| Yevgeniya Kuznetsova                                                                          | discuswerpen (v)         | 5e        | kwalificatie: 7de met 52,44m finale: 5de met 55,17m |
| Tamara Press                                                                                  | discuswerpen (v)         | Goud      | kwalificatie: 13de met 50,28m finale: 1ste met 56,08m (OR) |
| Nina Romashkova-Ponomaryova                                                                   | discuswerpen (v)         | 11e       | kwalificatie: 14de met 50,18m finale: 11de met 52,48m |
| Yelena Gorchakova                                                                             | speerwerpen (v)          | Brons     | kwalificatie: 1ste met 62,40m (WR) finale: 3de met 57,06m |
| Birutė Kalėdienė                                                                              | speerwerpen (v)          | 4e        | kwalificatie: 8ste met 50,84m finale: 4de met 56,31m |
| Elvīra Ozoliņa                                                                                | speerwerpen (v)          | 5e        | kwalificatie: 2de met 56,38m finale: 5de met 54,81m |
| Galina Bystrova                                                                               | vijfkamp (v)             | Brons     | 80m horden: 1ste in 10,7 kogelstoten: 3de met 14,47m hoogspringen: 8ste met 1,60m verspringen: 7de met 6,11m 200m: 11de in 25,5 totaal: 4956 punten |
| Irina Press                                                                                   | vijfkamp (v)             | Goud      | 80m horden: 1ste in 10,7 kogelstoten: 1ste met 17,16m hoogspringen: 4de met 1,63m verspringen: 4de met 6,24m 200m: 6de in 24,7 totaal: 5247 punten |
| Mariya Sizyakova                                                                              | vijfkamp (v)             | 10e       | 80m horden: 6de in 11,1 kogelstoten: 7de met 11,87m hoogspringen: 13de met 1,57m verspringen: 8ste met 5,94m 200m: 16de in 26,3 totaal: 4580 punten |

### Basketbal
| Olympiër | Discipline | Resultaat | Prestatie |
| --- | ---------- | --------- | --- |
| Valdis Muižnieks Mykola Bahlej Armenak Alachachian Aleksandr Travin Vjatsjeslav Chrynin Jānis Krūmiņš Levan Mosesjvili Joeri Kornejev Aleksandr Petrov Gennadi Volnov Jaak Lipso Juris Kalniņš | mannen     | Zilver    | groep A: 1ste W van Canada: 87-52 W van Mexico: 87-76 W van Hongarije: 84-42 W van Puerto Rico: 82-63 W van Japan: 72-59 W van Polen: 74-65 W van Italië: 76-67 halve finale: W van Brazilië: 53-47 finale: V van Verenigde Staten: 59-73 |

| Groep A |             |             |             |             |        |        |        |        |
| #       | Land        | Wedstrijden | Wedstrijden | Wedstrijden | Punten | Punten | Punten | Punten |
| #       | Land        | G           | W           | V           | V      | T      | Saldo  | Punten |
| 1       | Sovjet-Unie | 7           | 7           | 0           | 562    | 424    | +138   | 14     |
| 2       | Puerto Rico | 7           | 5           | 2           | 493    | 454    | +39    | 12     |
| 3       | Polen       | 7           | 4           | 3           | 467    | 448    | +19    | 11     |
| 4       | Italië      | 7           | 4           | 3           | 495    | 480    | +15    | 11     |
| 5       | Mexico      | 7           | 3           | 4           | 485    | 514    | -29    | 10     |
| 6       | Japan       | 7           | 3           | 4           | 421    | 428    | -7     | 10     |
| 7       | Hongarije   | 7           | 2           | 5           | 407    | 469    | -62    | 9      |
| 8       | Canada      | 7           | 0           | 7           | 408    | 521    | -113   | 7      |

| Ronde        | Datum | Plaats           | Land  | Score       | Land |
| ------------ | ----- | ---------------- | ----- | ----------- | ---- |
| Groepsfase   |       |                  |       |             |      |
| 11 oktober   | Tokio | Sovjet-Unie      | 87-52 | Canada      |      |
| 12 oktober   | Tokio | Sovjet-Unie      | 87-76 | Mexico      |      |
| 13 oktober   | Tokio | Sovjet-Unie      | 84-42 | Hongarije   |      |
| 14 oktober   | Tokio | Sovjet-Unie      | 82-63 | Puerto Rico |      |
| 16 oktober   | Tokio | Sovjet-Unie      | 72-59 | Japan       |      |
| 17 oktober   | Tokio | Sovjet-Unie      | 74-65 | Polen       |      |
| 18 oktober   | Tokio | Sovjet-Unie      | 76-67 | Italië      |      |
| Halve finale |       |                  |       |             |      |
| 21 oktober   | Tokio | Sovjet-Unie      | 53-47 | Brazilië    |      |
| Finale       |       |                  |       |             |      |
| 23 oktober   | Tokio | Verenigde Staten | 73-59 | Sovjet-Unie |      |

### Boksen
| Olympiër             | Discipline  | Resultaat | Prestatie |
| -------------------- | ----------- | --------- | --- |
| Stanislav Sorokin    | -51kg (m)   | Brons     | 1ste ronde: W van BIR Maung: gediskwalificeerd 2de ronde: W van GBR McCluskey: scheidsrechterlijke beslissing kwartfinale: W van KOR Choh: gediskwalificeerd halve finale: V van POL Olech: walk-over                                                                 |
| Oleg Grigoryev       | -54kg (m)   | 5e        | 1ste ronde: W van HUN Török: scheidsrechterlijke beslissing 2de ronde: W van ITA Zurlo: 5-0 kwartfinale: V van MEX Fabila Mendoza: 2-3 |
| Stanislav Stepashkin | -57kg (m)   | Goud      | 1ste ronde: W van PUR Alonso Nieves: scheidsrechterlijke beslissing 2de ronde: W van CHN Hsu: scheidsrechterlijke beslissing kwartfinale: W van ROU Crudu: scheidsrechterlijke beslissing halve finale: W van EUA Schulz: knock-out finale: W van PHI Villanueva: 3-2 |
| Vellikton Barannikov | -60kg (m)   | Zilver    | 1ste ronde: W van CHI Zuñiga: 4-1 2de ronde: W van AUS Blair: 5-0 kwartfinale: W van HUN Kajdi: scheidsrechterlijke beslissing halve finale: W van IRL McCourt: 3-2 finale: V van POL Grudzień: 0-5                                                                   |
| Yevgeny Frolov       | -63,5kg (m) | Zilver    | 1ste ronde: W van NZL Maunsell: scheidsrechterlijke beslissing 2de ronde: W van USA Ellis: 3-2 kwartfinale: W van TCH Kučera: walk-over halve finale: W van TUN Galhia: 5-0 finale: V van POL Kulej: 0-5                                                              |
| Ričardas Tamulis     | -67kg (m)   | Zilver    | 1ste ronde: vrij 2de ronde: W van EUA Guse: 5-0 kwartfinale: W van UGA Mabwa: 5-0 halve finale: W van FIN Purhonen: 5-0 finale: V van POL Kasprzyk: 1-4 |
| Boris Lagutin        | -71kg (m)   | Goud      | 1ste ronde: W van EUA Hogh: 5-0 2de ronde: W van ARG Roberto Chirino: gediskwalificeerd kwartfinale: W van GHA Davies: walk-over halve finale: W van POL Grzesiak: 4-1 finale: W van FRA Gonzales: 4-1                                                                |
| Valery Popenchenko   | -75kg (m)   | Goud      | 1ste ronde: vrij 2de ronde: W van PAK Mahmoud: scheidsrechterlijke beslissing kwartfinale: W van GHA Darkey: 5-0 halve finale: W van POL Walasek: knock-out finale: W van EUA Schulz: scheidsrechterlijke beslissing                                                  |
| Aleksey Kiselyov     | -81kg (m)   | Zilver    | 1ste ronde: W van ROU Negrea: 5-0 2de ronde: W van USA Christopherson: 5-0 kwartfinale: W van TCH Poláček: 5-0 halve finale: W van POL Pietrzykowski: 4-1 finale: V van ITA Pinto: 2-3                                                                                |
| Vadim Yemelyanov     | +81kg (m)   | Brons     | 1ste ronde: W van POL Jędrzejewski: scheidsrechterlijke beslissing kwartfinale: W van ARG Lovell: knock-out halve finale: V van USA Frazier: scheidsrechterlijke beslissing                                                                                           |

### Gewichtheffen
| Olympiër           | Discipline  | Resultaat | Prestatie                                                                                                  |
| ------------------ | ----------- | --------- | --- |
| Aleksey Vakhonin   | -56kg (m)   | Goud      | drukken: 2de met 110kg trekken: 3de met 105kg stoten: 1ste met 142,5kg totaal: 357,5kg (WR)                |
| Vladimir Kaplunov  | -67,5kg (m) | Zilver    | drukken: 1ste met 140kg (WR) trekken: 2de met 127,5kg stoten: 2de met 165kg (OR) totaal: 432,5kg (WR)      |
| Viktor Kurentsov   | -75kg (m)   | Zilver    | drukken: 2de met 135kg trekken: 4de met 130kg stoten: 2de met 175kg totaal: 440kg                          |
| Rudolf Plyukfelder | -82,5kg (m) | Goud      | drukken: 3de met 150kg trekken: 1ste met 142,5kg (OR) stoten: 2de met 182,5kg totaal: 475kg (OR)           |
| Vladimir Golovanov | -90kg (m)   | Goud      | drukken: 1ste met 165kg trekken: 1ste met 142,5kg (OR) stoten: 2de met 180kg totaal: 487,5kg (WR)          |
| Yury Vlasov        | -56kg (m)   | Zilver    | drukken: 1ste met 197,5kg (WR) trekken: 3de met 162,5kg stoten: 2de met 210kg totaal: 570kg                |
| Leonid Zhabotinsky | -56kg (m)   | Goud      | drukken: 2de met 187,5kg trekken: 1ste met 167,5kg (OR) stoten: 1ste met 217,5kg (WR) totaal: 572,5kg (OR) |

### Judo
| Olympiër             | Discipline | Resultaat | Prestatie |
| -------------------- | ---------- | --------- | --- |
| Ārons Boguļubovs     | -68kg (m)  | Brons     | 1ste ronde groep H: W van VIE Văn Bình: Harai-makikomi W van THA Harssarungsri: Udehishigi-juji-gatame kwartfinale: W van KOR Park: waza-ari halve finale: V van SUI Hänni: kinsa |
| Oleg Stepanov        | -68kg (m)  | Brons     | 1ste ronde groep C: W van AUS Dalton: kinsa W van KOR Seo: Udehishigi-juji-gatame kwartfinale: W van RCO Chang: Seukui-nage halve finale: V van JPN Nakatani: Awase-waza          |
| Parnaoz Chik'viladze | +80kg (m)  | Brons     | 1ste ronde groep B: W van USA Harris: waza-ari W van GBR Sweeney: Waza-arini Chikai waza halve finale: V van CAN Rogers: kinsa                                                    |
| Anzor K'ik'nadze     | +80kg (m)  | Brons     | 1ste ronde groep C: W van EUA Niemann: Waza-arini Chikai waza W van NED Gouweleeuw: kinsa halve finale: V van JPN Inokuma: Tai-otoshi                                             |

### Kanovaren
| Olympiër                                                            | Discipline    | Resultaat | Prestatie                                                                                                   |
| ------------------------------------------------------------------- | ------------- | --------- | --- |
| Yevgeny Penyayev                                                    | C-1 1000m (m) | Brons     | serie 1: 1ste in 4.41,06 finale: 3de in 4.38,31                                                             |
| Andrei Khimich Stepan Oshchepkov                                    | C-2 1000m (m) | Goud      | serie 1: 1ste in 4.08,05 finale: 1ste in 4.04,65                                                            |
| Igor Pissarov                                                       | K-1 1000m (m) | 9e        | serie 3: 3de in 4.11,91 halve finale 1: 3de in 4.09,95 finale: 9de in 4.07,67                               |
| Erik Kalugin Ibragim Khasanov                                       | K-2 1000m (m) | 7e        | serie 2: 4de in 3.44,66 herkansingen: 1ste in 3.50,20 halve finale 1: 2de in 3.46,43 finale: 7de in 3.44,19 |
| Nikolai Chuzhikov Anatoli Grishin Vyacheslav Ionov Vladimir Morozov | K-4 1000m (m) | Goud      | serie 1: 2de in 3.18,24 halve finale 3: 1ste in 3.24,26 finale: 1ste in 3.14,67                             |
|                                                                     |               |           | |
| Lyudmila Khvedosiuk                                                 | K-1 500m (v)  | Goud      | serie 2: 1ste in 2.10,38 finale: 1ste in 2.12,87                                                            |
| Nina Gruzintseva Antonina Seredina                                  | K-2 500m (v)  | 4e        | serie 2: 3de in 1.58,81 finale: 4de in 2.00,69                                                              |

### Moderne vijfkamp
| Olympiër                                   | Discipline      | Resultaat | Prestatie |
| ------------------------------------------ | --------------- | --------- | --- |
| Viktor Mineyev                             | individueel (m) | 5e        | paardensport: 24ste met 1040 punten schermen: 6de met 22 overwinningen schietsport: 9de met 193 punten zwemmen: 6de in 3.50,1 atletiek: 15de in 14.52,4 totaal: 4894 punten         |
| Albert Mokeyev                             | individueel (m) | Brons     | paardensport: 33ste met 970 punten schermen: 14de met 20 overwinningen schietsport: 1ste met 198 punten zwemmen: 7de in 3.51,0 atletiek: 1ste in 13.48,0 totaal: 5039 punten        |
| Igor Novikov                               | individueel (m) | Zilver    | paardensport: 26ste met 1040 punten schermen: 4de met 23 overwinningen schietsport: 2de met 196 punten zwemmen: 4de in 3.49,5 atletiek: 6de in 14.28,4 totaal: 5067 punten          |
| Viktor Mineyev Albert Mokeyev Igor Novikov | team (m)        | Goud      | paardensport: 11de met 3050 punten schermen: 3de met 2385 punten schietsport: 1ste met 3040 punten zwemmen: 2de met 3150 punten atletiek: 1ste met 3336 punten totaal: 14961 punten |

### Paardensport
| Olympiër                                       | Discipline  | Resultaat | Prestatie |
| Dressuur                                       | Dressuur    | Dressuur  | Dressuur |
| ---------------------------------------------- | ----------- | --------- | --- |
| Sergey Filatov                                 | individueel | Brons     | voorronde: 4de met 847,0 punten finale: 3de met 1486,0 punten                                                                                   |
| Ivan Kalita                                    | individueel | 15e       | voorronde: 15de met 706,0 punten |
| Ivan Kisimov                                   | individueel | 10e       | voorronde: 10de met 758,0 punten |
| Sergey Filatov Ivan Kalita Ivan Kisimov        | team        | Brons     | 2311,0 punten |
| Eventing                                       |             |           | |
| Pavel Deyev                                    | individueel | 21e       | dressuur: 24ste met 61,33 strafpunten cross-country: 18de met 69,20 punten springconcours: 32ste met 40 strafpunten totaal: 32,13 strafpunten   |
| German Gazyumov                                | individueel | 10e       | dressuur: 17de met 57,33 strafpunten cross-country: 14de met 80,80 punten springconcours: 1ste met 0 strafpunten totaal: 23,47 punten           |
| Boris Konkov                                   | individueel | 19e       | dressuur: 28ste met 63,67 strafpunten cross-country: 21ste met 53,20 punten springconcours: 12de met 0,50 strafpunten totaal: 10,97 strafpunten |
| Saibattal Mursalimov                           | individueel | 26e       | dressuur: 9de met 50,67 strafpunten cross-country: 27ste met 6,80 punten springconcours: 13de met 10 strafpunten totaal: 53,87 strafpunten      |
| Pavel Deev Herman Gaziumov Boris Konkov        | team        | 5e        | dressuur: 6de met 169,33 strafpunten cross-country: 6de met 203,20 punten springconcours: 8ste met 50,50 strafpunten totaal: 19,63 strafpunten  |
| Springconcours                                 |             |           | |
| Andrey Favorsky                                | individueel | DNF       | 1ste ronde: 26ste met 22,25 strafpunten 2de ronde: niet gefinisht                                                                               |
| Aleksandr Purtov                               | individueel | 36e       | 1ste ronde: 40ste met 56,25 strafpunten 2de ronde: 13de met 12,50 strafpunten totaal: 68,75 strafpunten                                         |
| Ivan Semyonov                                  | individueel | 28e       | 1ste ronde: 29ste met 24,50 strafpunten 2de ronde: 35ste met 27,00 strafpunten totaal: 51,50 strafpunten                                        |
| Andrey Favorsky Aleksandr Purtov Ivan Semyonov | team        | 11e       | 1ste ronde: 11de met 103,00 strafpunten 2de ronde: 11de met 110,75 strafpunten totaal: 213,75 strafpunten                                       |

### Roeien
| Olympiër | Discipline      | Resultaat | Prestatie                                                                      |
| --- | --------------- | --------- | ------------------------------------------------------------------------------ |
| Vyacheslav Ivanov | skiff (m)       | Goud      | serie 2: 2de in 7.53,55 herkansingen: 1ste in 7.31,76 finale: 1ste in 8.22,51  |
| Boris Dubrovskiy Oleg Tyurin | dubbel-twee (m) | Goud      | serie 2: 1ste in 6.51,03 finale: 1ste in 7.10,66                               |
| Valentin Boreiko Oleg Golovanov | twee-zonder (m) | 13e       | serie 2: 4de in 7.37,35 herkansingen: 4de in 7.42,54                           |
| Celestinas Jucys Eugenijus Levickas Jonas Motiejūnas Anatoly Sass                                                                                         | vier-zonder (m) | 7e        | serie 3: 2de in 6.40,12 herkansingen: 2de in 6.37,86 finale B: 1ste in 6.22,03 |
| Vitaly Kurdchenko Boris Kuzmin Anatoly Luzgin Anatoliy Tkachuk Vladimir Yevseyev                                                                          | vier-met (m)    | 7e        | serie 3: 1ste in 6.45,35 finale: 5de in 7.16,05                                |
| Antanas Bagdonavičius Vytautas Briedis Juozas Jagelavičius Zigmas Jukna Petras Karla Yuriy Lorentsson Volodymyr Sterlik Yury Suslin Ričardas Vaitkevičius | acht (m)        | 7e        | serie 3: 1ste in 6.06,15 finale: 5de in 6.30,69                                |

### Schermen
| Olympiër                                                                                      | Discipline      | Resultaat | Prestatie |
| --------------------------------------------------------------------------------------------- | --------------- | --------- | --- |
| Bruno Habārovs                                                                                | degen (m)       | 28e       | 1ste ronde groep 1: 2de W van SWE Lagerwall: 5-4 V van AUT Losert: 0-5 W van SUI Polledri: 5-3 W van ARG Casco: 5-4 W van KOR Kim: 5-1 W van MAS Theseira: 5-3 W van AUS Humpreys: 5-2 kwartfinale 4: 5de W van AUT Trost: 5-4 V van HUN Nemere: 3-5 V van POL Gonsior: 1-5 W van SUI Polledri: 5-3 V van EUA Hecke: 3-5 W van JPN Okawa: 5-0 |
| Guram Kostava                                                                                 | degen (m)       | Brons     | 1ste ronde groep 3: 2de V van GBR Jacobs: 3-5 V van POL Nielaba: 0-5 W van IRL Bouchier-Hayes: 5-3 W van LIB Gemayel: 5-3 W van ARG Serp: 5-4 W van IRI Zarnegar: 5-0 W van SWE Lindwall: 5-3 kwartfinale 5: 3de V van FRA Bourquard: 2-5 V van AUT Losert: 2-5 W van SWE Lindwall: 5-2 W van ROU Haukler: 5-2 W van LIB Saykali: 5-4 halve finale: W van SUI Steiniger: 10-5 W van AUT Losert: 10-9 W van SWE Lindwall: 10-3 finale: 3de V van GBR Hoskyns: 3-5 V van ITA Saccaro: 4-5 W van URS Kriss: 5-2 finale barrage 3de plek: W ITA Saccaro: 5-0  |
| Grigory Kriss                                                                                 | degen (m)       | Goud      | 1ste ronde groep 2: 1ste W van EUA Gnaier: 5-3 W van FRA Dreyfus: 5-4 W van LIB El-Said: 5-0 G van JPN Okawa: 5-5 W van BEL Van Den Driessche: 5-2 W van VIE Văn Xuan: 5-1 W van IRL Ryan: 5-0 kwartfinale 2: 1ste W van GBR Hoskyns: 5-2 W van SWE Abrahamsson: 5-3 W van HUN Kausz: 5-4 W van FRA Dreyfus: 5-0 V van ITA Pellegrino: 5-5 V van USA Micahnik: 2-5 halve finale: W van SWE Abrahamsson: 10-9 W van POL Gonsior: 10-3 finale: 1ste W van GBR Hoskyns: 5-5 W van ITA Saccaro: 5-1 V van URS Kostava: 2-5 finale barrage: W GBR Hoskyns: 5-2 |
| Bruno Habārov Guram Kostava Grigory Kriss Aleksey Nikanchikov Yury Smolyakov                  | degen team (m)  | 7e        | 1ste ronde groep 1: 1ste W van Argentinië: 15-1 W van Libanon: 9-1 kwartfinale: V van Hongarije: 4-8 |
| Mark Midler                                                                                   | floret (m)      | 9e        | 1ste ronde groep 4: 1ste W van EUA Brecht: 5-4 W van HUN Szabó: 5-4 W van IRI Madani: 5-2 W van COL Echeverri: 5-1 W van CAN Foxcroft: 5-2 kwartfinale 2: 1ste W van POL Franke: 5-4 W van GBR Hoskyns: 5-3 W van JPN Tabuchi: 5-2 W van IRL Ryan: 5-3 W van RAU Soheim: 5-3 halve finale: V van HUN Szabó: 9-10 |
| German Sveshnikov                                                                             | floret (m)      | 9e        | 1ste ronde groep 1: 1ste W van FRA Magnan: 5-2 W van USA Cohen: 5-2 W van RAU Kalyoubi: 5-1 W van AUS McKenzie: 5-2 W van KOR Han: 5-1 kwartfinale 1: 1ste W van POL Woyda: 5-4 V van ROU Drîmbă: 1-5 W van ITA Curletto: 5-4 W van GBR Leckie: 5-2 W van HUN Gyuricza: 5-1 halve finale: V van GBR Hoskyns: 8-10 |
| Viktor Zhdanovich                                                                             | floret (m)      | 9e        | 1ste ronde groep 9: 4de V van ROU Mureșanu: 3-5 V van USA Axelrod: 2-5 W van GER Schmitt: 5-4 W van KOR Kim: 5-4 W van ARG Bisllach: 5-2 kwartfinale 3: 3de V van RAU Kalyoubi: 1-5 W van ROU Haukler: 5-3 V van ITA Granieri: 1-5 W van EUA Schmitt: 5-4 W van AUT Losert: 5-3 halve finale: W van EUA Brecht: 10-6 V van HUN Kamuti: 9-10 |
| Mark Midler Yury Sharov Yury Sisikin German Sveshnikov Viktor Zhdanovich                      | floret team (m) | Goud      | 1ste ronde groep 4: 1ste W van Iran: 15-0 W van Colombia: 16-0 kwartfinale: W van Duitsland: 9-3 halve finale: W van Frankrijk: 9-6 finale: W van Polen: 9-7 |
| Umyar Mavlikhanov                                                                             | sabel (m)       | Brons     | 1ste ronde groep 9: 2de W van CAN Andru: 5-2 V van ROU Mureșanu: 3-5 W van AUS Tornallyay: 5-3 W van ARG Lanteri: 5-2 W van COL Posada: 5-1 W van HUN Pézsa: 5-4 kwartfinale 2: 2de W van ROU Drîmbă: 5-0 W van FRA Lefèvre: 5-2 V van POL Pawłowski: 1-5 W van EUA Theuerkauff: 5-3 W van JPN Shibata: 5-2 W van GBR Leckie: 5-0 V van HUN Kovács: 1-5 halve finale: W van HUN Bakonyi: 10-9 W van POL Ochyra: 10-9 finale: 3de V van FRA Arabo: 2-5 W van HUN Pézsa: 5-2 V van URS Rylsky: 2-5                                                          |
| Mark Rakita                                                                                   | sabel (m)       | 9e        | 1ste ronde groep 5: 1ste W van FRA Lefèvre: 5-2 W van JPN Funamizu: 5-2 W van EUA Wellmann: 5-3 W van GBR Oldcorn: 5-3 W van KOR Han: 5-1 kwartfinale 3: 1ste W van POL Piątkowski: 5-3 W van FRA Arabo: 5-1 W van EUA Köstner: 5-3 W van ITA Chicca: 5-1 W van USA Orley: 5-3 W van ARG Lanteri: 5-3 W van JPN Kitao: 5-3 halve finale: V van HUN Pézsa: 6-10 |
| Yakov Rylsky                                                                                  | sabel (m)       | 4e        | 1ste ronde groep 1: 1ste W van ROU Drîmbă: 5-4 V van ITA Chicca: 3-5 W van ARG González: 5-1 W van IRL Ryan: 5-2 W van IRI Zarnegar: 5-1 W van VIE Văn Xuan: 5-1 kwartfinale 1: 1ste W van ROU Vintilă: 5-0 V van EUA Wellmann: 4-5 V van HUN Pézsa: 5-4 V van ITA Calarese: 5-3 W van JPN Funamizu: 5-2 W van USA Keresztes: 5-1 W van FRA Parent: 5-4 halve finale: W van FRA Lefèvre: 10-6 W van EUA Köstner: 10-5 finale: 4de V van FRA Arabo: 2-5 V van HUN Pézsa: 4-5 W van URS Mavlikhanov: 5-2                                                    |
| Nugzar Asatiani Boris Melnikov Umyar Mavlikhanov Mark Rakita Yakov Rylsky                     | sabel team (m)  | Goud      | 1ste ronde groep 1: 2de W van Japan: 9-2 kwartfinale: W van Verenigde Staten: 9-4 halve finale: W van Polen: 9-7 finale: W van Italië: 9-6 |
|                                                                                               |                 |           | |
| Galina Gorokhova                                                                              | floret (v)      | 4e        | 1ste ronde groep 4: 1ste W van ROU Orban-Szabo: 4-2 W van EUA Scherberger: 4-2 W van GBR Netherway: 4-2 W van JPN Takeuchi: 4-3 V van USA Romary: 3-4 kwartfinale 4: 1ste W van ROU Derşidan: 4-2 W van ITA Masciotta: 4-1 W van EUA Scherberger: 4-1 W van SWE Palm: 4-0 W van HUN Rejtő-Ujlaky: 4-2 halve finale: W van ARG Romano: 8-4 W van ITA Masciotta: 9-8 finale: 4de V van HUN Rejtő-Ujlaky: 0-4 V van EUA Mees: 3-4 V van ITA Ragno: 3-4 |
| Valentina Prudskova                                                                           | floret (v)      | 17e       | 1ste ronde groep 6: 2de W van EUA Schmid: 4-1 W van ITA Masciotta: 4-3 W van ARG Romano: 4-1 W van FRA Level: 4-2 V van GBR Bewley-Cathie: 3-4 kwartfinale 1: 5de V van USA King: 1-4 V van HUN Juhász-Nagy: 2-4 V van FRA Rousselet: 1-4 W van ITA Colombetti-Peroncini: 4-1 W van CUB Rodríguez: 4-2 |
| Valentina Rastvorova                                                                          | floret (v)      | 9e        | 1ste ronde groep 5: 5de V van GBR Watts-Tobin: 1-4 V van LUX Flesch: 3-4 V van AUS Hopner: 0-5 V van ITA Ragno: 3-4 W van NRH Skinner: 4-1 W van CUB Rodríguez: 4-3 kwartfinale 2: 2de W van HUN Dömölky-Sákovics: 4-3 W van EUA Mees: 4-1 V van LUX Rossini: 3-4 W van GBR Netherway: 4-0 W van ROU Orban-Szabo: 4-2 halve finale: V van HUN Rejtő-Ujlaky: 6-8 |
| Galina Gorokhova Valentina Prudskova Valentina Rastvorova Tatyana Samusenko Lyudmila Shishova | floret team (v) | Zilver    | 1ste ronde groep 3: 1ste W van Australië: 13-3 W van Japan: 9-4 kwartfinale: W van Roemenië: 9-4 halve finale: W van Italië: 9-5 finale: V van Hongarije: 7-9 |

### Schietsport
| Olympiër                 | Discipline                  | Resultaat | Prestatie                        |
| ------------------------ | --------------------------- | --------- | -------------------------------- |
| Vladimir Chuyan          | 50m geweer 3 houdingen (m)  | 11e       | 1141 punten: (395-385-361)       |
| Viktor Shamburkin        | 50m geweer 3 houdingen (m)  | 9e        | 1142 punten: (394-379-369)       |
| Vladimir Chuyan          | 50m geweer liggend (m)      | 20e       | 590 punten: (98-99-96-98-99-100) |
| Viktor Shamburkin        | 50m geweer liggend (m)      | 21e       | 590 punten: (98-98-98-100-98-98) |
| Aleksandrs Gerasimjonoks | 300m geweer 3 houdingen (m) | 4e        | 1135 punten: (396-376-363)       |
| Shota Kveliashvili       | 300m geweer 3 houdingen (m) | Zilver    | 1144 punten: (379-389-366)       |
| Yevgeny Rasskazov        | 50m pistool (m)             | 21e       | 541 punten: (94-89-91-88-89-90)  |
| Albert Udachin           | 50m pistool (m)             | 11e       | 545 punten: (88-90-92-95-88-92)  |
| Igor Bakalov             | 25m snelvuurpistool (m)     | 7e        | 588 punten: (294-294)            |
| Aleksandr Zabelin        | 25m snelvuurpistool (m)     | 16e       | 584 punten: (294-290)            |
| Sergey Kalinin           | trap (m)                    | 22e       | 187 punten                       |
| Pāvels Seničevs          | trap (m)                    | Zilver    | 194 punten                       |

### Schoonspringen
| Olympiër           | Discipline    | Resultaat | Prestatie                                                      |
| ------------------ | ------------- | --------- | -------------------------------------------------------------- |
| Boris Poluliakhi   | 3m plank (m)  | 6e        | voorronde: 5de met 92,94 punten finale: 6de met 138,64 punten  |
| Mikhail Safonov    | 3m plank (m)  | 7e        | voorronde: 4de met 94,06 punten finale: 7de met 134,00 punten  |
| Vladimir Vasin     | 3m plank (m)  | 8e        | voorronde: 7de met 91,24 punten finale: 7de met 133,48 punten  |
| Igor Lobanov       | 10m toren (m) | 12e       | voorronde: 12de met 91,22 punten                               |
| Viktor Palagin     | 10m toren (m) | 5e        | voorronde: 2de met 94,77 punten finale: 5de met 143,77 punten  |
| Viktor Pogozhev    | 10m toren (m) | 13e       | voorronde: 13de met 90,73 punten                               |
| Yelena Anokhina    | 3m plank (v)  | 6e        | voorronde: 8ste met 85,20 punten finale: 6de met 125,60 punten |
| Vera Baklanova     | 3m plank (v)  | 12e       | voorronde: 12de met 82,04 punten                               |
| Tamara Fyedosova   | 3m plank (v)  | 5e        | voorronde: 6de met 85,85 punten finale: 4de met 126,33 punten  |
| Galina Alekseyeva  | 10m toren (v) | Brons     | voorronde: 2de met 53,02 punten finale: 3de met 97,60 punten   |
| Tatyana Dzheneyeva | 10m toren (v) | 12e       | voorronde: 4de met 51,91 punten finale: 12de met 85,00 punten  |
| Natalya Kuznetsova | 10m toren (v) | 7e        | voorronde: 5de met 49,89 punten finale: 7de met 90,91 punten   |

### Turnen
| Olympiër                                                                                                  | Discipline               | Resultaat | Prestatie |
| --- | ------------------------ | --------- | --- |
| Sergey Diomidov                                                                                           | brug (m)                 | 4e        | kwalificatie: 5de met 19,35 punten finale: 4de met 19,225 punten |
| Viktor Leontyev                                                                                           | brug (m)                 | 10e       | kwalificatie: 10de met 19,15 punten |
| Viktor Lisitsky                                                                                           | brug (m)                 | 5e        | kwalificatie: 2de met 19,50 punten finale: 5de met 19,200 punten |
| Boris Shakhlin                                                                                            | brug (m)                 | 9e        | kwalificatie: 9de met 19,25 punten |
| Yury Titov                                                                                                | brug (m)                 | 14e       | kwalificatie: 14de met 19,05 punten |
| Yury Tsapenko                                                                                             | brug (m)                 | 14e       | kwalificatie: 14de met 19,05 punten |
| Sergey Diomidov                                                                                           | paard voltige (m)        | 14e       | kwalificatie: 14de met 18,75 punten |
| Viktor Leontyev                                                                                           | paard voltige (m)        | 17e       | kwalificatie: 17de met 18,70 punten |
| Viktor Lisitsky                                                                                           | paard voltige (m)        | 14e       | kwalificatie: 14de met 18,75 punten |
| Boris Shakhlin                                                                                            | paard voltige (m)        | 7e        | kwalificatie: 7de met 18,90 punten |
| Yury Titov                                                                                                | paard voltige (m)        | 25e       | kwalificatie: 25ste met 18,60 punten |
| Yury Tsapenko                                                                                             | paard voltige (m)        | Brons     | kwalificatie: 5de met 19,10 punten finale: 3de met 19,200 punten |
| Sergey Diomidov                                                                                           | rekstok (m)              | 21e       | kwalificatie: 21ste met 18,90 punten |
| Viktor Leontyev                                                                                           | rekstok (m)              | 10e       | kwalificatie: 10de met 19,20 punten |
| Viktor Lisitsky                                                                                           | rekstok (m)              | 4e        | kwalificatie: 6de met 19,25 punten finale: 4de met 19,325 punten |
| Boris Shakhlin                                                                                            | rekstok (m)              | Goud      | kwalificatie: 1ste met 19,55 punten finale: 1ste met 19,625 punten |
| Yury Titov                                                                                                | rekstok (m)              | Zilver    | kwalificatie: 2de met 19,50 punten finale: 2de met 19,550 punten |
| Yury Tsapenko                                                                                             | rekstok (m)              | 17e       | kwalificatie: 17de met 19,00 punten |
| Sergey Diomidov                                                                                           | ringen (m)               | 16e       | kwalificatie: 16de met 18,85 punten |
| Viktor Leontyev                                                                                           | ringen (m)               | 4e        | kwalificatie: 6de met 19,30 punten finale: 4de met 19,350 punten |
| Viktor Lisitsky                                                                                           | ringen (m)               | 9e        | kwalificatie: 9de met 19,10 punten |
| Boris Shakhlin                                                                                            | ringen (m)               | Brons     | kwalificatie: 4de met 19,40 punten finale: 3de met 19,400 punten |
| Yury Titov                                                                                                | ringen (m)               | 7e        | kwalificatie: 7de met 19,25 punten |
| Yury Tsapenko                                                                                             | ringen (m)               | 14e       | kwalificatie: 14de met 19,00 punten |
| Sergey Diomidov                                                                                           | sprong (m)               | 9e        | kwalificatie: 9de met 19,25 punten |
| Viktor Leontyev                                                                                           | sprong (m)               | 30e       | kwalificatie: 30ste met 18,95 punten |
| Viktor Lisitsky                                                                                           | sprong (m)               | Zilver    | kwalificatie: 1ste met 19,50 punten finale: 2de met 19,325 punten |
| Boris Shakhlin                                                                                            | sprong (m)               | 5e        | kwalificatie: 4de met 19,35 punten finale: 5de met 19,200 punten |
| Yury Titov                                                                                                | sprong (m)               | 9e        | kwalificatie: 9de met 19,25 punten |
| Yury Tsapenko                                                                                             | sprong (m)               | 24e       | kwalificatie: 24ste met 19,05 punten |
| Sergey Diomidov                                                                                           | vloer (m)                | 9e        | kwalificatie: 9de met 19,10 punten |
| Viktor Leontyev                                                                                           | vloer (m)                | 4e        | kwalificatie: 4de met 19,20 punten finale: 4de met 19,200 punten |
| Viktor Lisitsky                                                                                           | vloer (m)                | Zilver    | kwalificatie: 2de met 19,30 punten finale: 2de met 19,350 punten |
| Boris Shakhlin                                                                                            | vloer (m)                | 14e       | kwalificatie: 14de met 18,95 punten |
| Yury Titov                                                                                                | vloer (m)                | 26e       | kwalificatie: 26ste met 18,70 punten |
| Yury Tsapenko                                                                                             | vloer (m)                | 6e        | kwalificatie: 4de met 19,20 punten finale: 6de met 18,850 punten |
| Sergey Diomidov                                                                                           | individuele meerkamp (m) | 14e       | 114,20 punten |
| Viktor Leontyev                                                                                           | individuele meerkamp (m) | 10e       | 114,50 punten |
| Viktor Lisitsky                                                                                           | individuele meerkamp (m) | Zilver    | 115,40 punten |
| Boris Shakhlin                                                                                            | individuele meerkamp (m) | Zilver    | 115,40 punten |
| Yury Titov                                                                                                | individuele meerkamp (m) | 13e       | 114,35 punten |
| Yury Tsapenko                                                                                             | individuele meerkamp (m) | 11e       | 114,40 punten |
| Boris Sjachlin Viktor Lisitsky Viktor Leontjev Joeri Tsapenko Joeri Titov Sergej Diomidov                 | meerkamp team (m)        | Zilver    | brug: 2de met 96,30 punten paard voltige: 2de met 94,30 punten rekstok: 1ste met 96,60 punten ringen: 2de met 96,05 punten sprong: 2de met 96,40 punten vloer: 2de met 95,80 punten totaal: 575,45 punten |
| |                          |           | |
| Polina Astakhova                                                                                          | balk (v)                 | 4e        | kwalificatie: 5de met 19,200 punten finale: 4de met 19,366 punten |
| Lyudmila Gromova                                                                                          | balk (v)                 | 23e       | kwalificatie: 23ste met 18,699 punten |
| Larisa Latynina                                                                                           | balk (v)                 | Brons     | kwalificatie: 3de met 19,233 punten finale: 3de met 19,382 punten |
| Tamara Manina                                                                                             | balk (v)                 | Zilver    | kwalificatie: 2de met 19,266 punten finale: 2de met 19,399 punten |
| Yelena Volchetskaya                                                                                       | balk (v)                 | 7e        | kwalificatie: 7de met 18,966 punten |
| Tamara Zamotaylova                                                                                        | balk (v)                 | 17e       | kwalificatie: 17de met 18,733 punten |
| Polina Astakhova                                                                                          | brug (v)                 | Goud      | kwalificatie: 2de met 19,333 punten finale: 1ste met 19,332 punten |
| Lyudmila Gromova                                                                                          | brug (v)                 | 54e       | kwalificatie: 54ste met 18,033 punten |
| Larisa Latynina                                                                                           | brug (v)                 | Brons     | kwalificatie: 4de met 19,133 punten finale: 3de met 19,199 punten |
| Tamara Manina                                                                                             | brug (v)                 | 37e       | kwalificatie: 37ste met 18,399 punten |
| Yelena Volchetskaya                                                                                       | brug (v)                 | 24e       | kwalificatie: 24ste met 18,633 punten |
| Tamara Zamotaylova                                                                                        | brug (v)                 | 6e        | kwalificatie: 6de met 19,066 punten finale: 6de met 17,833 punten |
| Polina Astakhova                                                                                          | sprong (v)               | 7e        | kwalificatie: 7de met 19,032 punten |
| Lyudmila Gromova                                                                                          | sprong (v)               | 22e       | kwalificatie: 22ste met 18,800 punten |
| Larisa Latynina                                                                                           | sprong (v)               | Zilver    | kwalificatie: 5de met 19,166 punten finale: 2de met 19,283 punten |
| Tamara Manina                                                                                             | sprong (v)               | 26e       | kwalificatie: 26ste met 18,766 punten |
| Yelena Volchetskaya                                                                                       | sprong (v)               | 5e        | kwalificatie: 3de met 19,233 punten finale: 5de met 19,149 punten |
| Tamara Zamotaylova                                                                                        | sprong (v)               | 26e       | kwalificatie: 26ste met 18,766 punten |
| Polina Astakhova                                                                                          | vloer (v)                | Zilver    | kwalificatie: 2de met 19,400 punten finale: 2de met 19,500 punten |
| Lyudmila Gromova                                                                                          | vloer (v)                | 16e       | kwalificatie: 16de met 18,866 punten |
| Larisa Latynina                                                                                           | vloer (v)                | Goud      | kwalificatie: 1ste met 19,466 punten finale: 1ste met 19,599 punten |
| Tamara Manina                                                                                             | vloer (v)                | 10e       | kwalificatie: 10de met 18,966 punten |
| Yelena Volchetskaya                                                                                       | vloer (v)                | 13e       | kwalificatie: 13de met 18,933 punten |
| Tamara Zamotaylova                                                                                        | vloer (v)                | 18e       | kwalificatie: 18de met 18,833 punten |
| Polina Astakhova                                                                                          | individuele meerkamp (v) | Brons     | 76,965 punten |
| Lyudmila Gromova                                                                                          | individuele meerkamp (v) | 30e       | 74,398 punten |
| Larisa Latynina                                                                                           | individuele meerkamp (v) | Zilver    | 76,998 punten |
| Tamara Manina                                                                                             | individuele meerkamp (v) | 14e       | 75,397 punten |
| Yelena Volchetskaya                                                                                       | individuele meerkamp (v) | 8e        | 75,765 punten |
| Tamara Zamotaylova                                                                                        | individuele meerkamp (v) | 13e       | 75,398 punten |
| Larissa Latynina Polina Astakhova Jelena Voltsjetskaja Tamara Zamotailova Tamara Manina Ljoedmila Gromova | meerkamp team (v)        | Goud      | balk: 1ste met 95,464 punten brug: 2de met 94,664 punten sprong: 3de met 95,031 punten vloer: 1ste met 95,731 punten totaal: 380,390 punten                                                               |

### Volleybal

#### Mannen
| Olympiër | Discipline | Resultaat | Prestatie |
| --- | ---------- | --------- | --- |
| Ivans Bugajenkovs Nikolay Burobin Vazha K'ach'arava Valeri Kalachikhin Vitali Kovalenko Staņislavs Lugailo Georgi Mondzolevski Yuriy Poyarkov Eduard Sibiryakov Joeri Tsjesnokov Yuriy Venherovsky Dmitri Voskoboynikov | zaal (m)   | Goud      | groepsfase: 1ste W van Roemenië: 3-0 (15-8, 15-10, 15-9) W van Nederland: 3-0 (15-8, 15-3, 15-11) W van Zuid-Korea: 3-0 (15-7, 15-5, 15-6) W van Hongarije: 3-0 (15-9, 15-13, 15-11) W van Tsjecho-Slowakije: 3-2 (15-9, 15-8, 5-15, 10-15, 15-7) V van Japan: 1-3 (16-14, 5-15, 8-15, 10-15) W van Verenigde Staten: 3-0 (15-6, 15-5, 15-4) W van Bulgarije: 3-0 (15-2, 16-14, 15-13) W van Brazilië: 3-0 (15-7, 15-6, 15-9) |

| Groepsfase |                   |             |             |             |             |             |             |        |        |        |        |
| #          | Land              | Wedstrijden | Wedstrijden | Wedstrijden | Wedstrijden | Wedstrijden | Wedstrijden | Punten | Punten | Punten | Punten |
| #          | Land              | G           | W           | V           | SW          | SV          | SR          | SPW    | SPL    | Saldo  | Punten |
| 1          | Sovjet-Unie       | 9           | 8           | 1           | 25          | 5           | +20         | 415    | 279    | +136   | 17     |
| 2          | Tsjecho-Slowakije | 9           | 8           | 1           | 26          | 10          | +16         | 486    | 399    | +87    | 17     |
| 3          | Japan             | 9           | 7           | 2           | 22          | 12          | +10         | 475    | 372    | +105   | 16     |
| 4          | Roemenië          | 9           | 6           | 3           | 19          | 15          | +4          | 432    | 394    | +38    | 15     |
| 5          | Bulgarije         | 9           | 5           | 4           | 20          | 16          | +4          | 464    | 429    | +35    | 14     |
| 6          | Hongarije         | 9           | 4           | 5           | 18          | 18          | 0           | 449    | 466    | -17    | 13     |
| 7          | Brazilië          | 9           | 3           | 6           | 13          | 23          | -10         | 410    | 474    | -64    | 12     |
| 8          | Nederland         | 9           | 2           | 7           | 11          | 24          | -13         | 378    | 482    | -104   | 11     |
| 9          | Verenigde Staten  | 9           | 2           | 7           | 10          | 23          | -13         | 360    | 450    | -90    | 11     |
| 10         | Zuid-Korea        | 9           | 0           | 9           | 9           | 27          | -16         | 376    | 500    | -124   | 9      |

| Ronde      | Datum | Plaats      | Land | Score             | Land |
| ---------- | ----- | ----------- | ---- | ----------------- | ---- |
| Groepsfase |       |             |      |                   |      |
| 13 oktober | Tokio | Sovjet-Unie | 3-0  | Roemenië          |      |
| 14 oktober | Tokio | Sovjet-Unie | 3-0  | Nederland         |      |
| 15 oktober | Tokio | Sovjet-Unie | 3-0  | Zuid-Korea        |      |
| 17 oktober | Tokio | Sovjet-Unie | 3-0  | Hongarije         |      |
| 18 oktober | Tokio | Sovjet-Unie | 3-2  | Tsjecho-Slowakije |      |
| 19 oktober | Tokio | Japan       | 3-1  | Sovjet-Unie       |      |
| 21 oktober | Tokio | Sovjet-Unie | 3-0  | Verenigde Staten  |      |
| 22 oktober | Tokio | Sovjet-Unie | 3-0  | Bulgarije         |      |
| 23 oktober | Tokio | Sovjet-Unie | 3-0  | Brazilië          |      |

#### Vrouwen
| Olympiër | Discipline | Resultaat | Prestatie |
| --- | ---------- | --------- | --- |
| Nelly Abramova Astra Biltauere Ljoedmila Boeldakova Ljoedmila Goerejeva Valentina Kamenek Marita Katoesjeva Ninel Loekanina Valentina Misjak Tatjana Rosjina Inna Ryskal Nina Risjkova Tamara Tichonina | zaal (v)   | Zilver    | groepsfase: 2de W van Roemenië: 3-0 (15-5, 15-6, 15-0) W van Zuid-Korea: 3-0 (15-0, 15-6, 15-0) W van Polen: 3-0 (15-9, 15-5, 15-5) W van Verenigde Staten: 3-0 (15-1, 15-8, 15-7) V van Japan: 0-3 (11-15, 8-15, 13-15) |

| Groepsfase |                  |             |             |             |             |             |             |        |        |        |        |
| #          | Land             | Wedstrijden | Wedstrijden | Wedstrijden | Wedstrijden | Wedstrijden | Wedstrijden | Punten | Punten | Punten | Punten |
| #          | Land             | G           | W           | V           | SW          | SV          | SR          | SPW    | SPL    | Saldo  | Punten |
| 1          | Japan            | 5           | 5           | 0           | 15          | 1           | +14         | 238    | 93     | +145   | 10     |
| 2          | Sovjet-Unie      | 5           | 4           | 1           | 12          | 3           | +9          | 212    | 97     | +115   | 8      |
| 3          | Polen            | 5           | 3           | 2           | 10          | 6           | +4          | 180    | 162    | +18    | 6      |
| 4          | Roemenië         | 5           | 2           | 3           | 6           | 9           | -3          | 140    | 172    | -32    | 4      |
| 5          | Verenigde Staten | 5           | 1           | 4           | 3           | 12          | -9          | 98     | 213    | -115   | 2      |
| 6          | Zuid-Korea       | 5           | 0           | 5           | 0           | 15          | -15         | 94     | 225    | -131   | 0      |

| Ronde      | Datum | Plaats      | Land | Score            | Land |
| ---------- | ----- | ----------- | ---- | ---------------- | ---- |
| Groepsfase |       |             |      |                  |      |
| 11 oktober | Tokio | Roemenië    | 0-3  | Sovjet-Unie      |      |
| 12 oktober | Tokio | Zuid-Korea  | 0-3  | Sovjet-Unie      |      |
| 15 oktober | Tokio | Polen       | 0-3  | Sovjet-Unie      |      |
| 17 oktober | Tokio | Sovjet-Unie | 3-0  | Verenigde Staten |      |
| 23 oktober | Tokio | Japan       | 3-0  | Sovjet-Unie      |      |

### Waterpolo
| Olympiër | Discipline | Resultaat | Prestatie |
| --- | ---------- | --------- | --- |
| Igor Grabovsky Vladimir Kuznetsov Boris Grishin Boris Popov Nikolay Kalashnikov Zenon Bortkevich Nikolay Kuznetsov Vladimir Semyonov Viktor Ageyev Leonid Osipov Eduard Egorov | mannen     | Brons     | groep B: 1ste W van Australië: 6-0 W van Duits eenheidsteam: 3-2 halve finale groep A/B: 1ste W van Italië: 2-0 G van Roemenië: 2-2 finale groep: 3de V van Joegoslavië: 0-2 V van Hongarije: 2-5 |

| Groep B |                    |             |             |             |             |        |        |        |        |
| #       | Land               | Wedstrijden | Wedstrijden | Wedstrijden | Wedstrijden | Punten | Punten | Punten | Punten |
| #       | Land               | G           | W           | G           | V           | V      | T      | Saldo  | Punten |
| 1       | Sovjet-Unie        | 2           | 2           | 0           | 0           | 9      | 2      | +7     | 4      |
| 2       | Duits eenheidsteam | 2           | 1           | 0           | 1           | 5      | 4      | +1     | 2      |
| 3       | Australië          | 2           | 0           | 0           | 2           | 1      | 9      | -8     | 0      |

| Ronde      | Datum | Plaats      | Land | Score              | Land |
| ---------- | ----- | ----------- | ---- | ------------------ | ---- |
| Groepsfase |       |             |      |                    |      |
| 11 oktober | Tokio | Sovjet-Unie | 6-0  | Australië          |      |
| 12 oktober | Tokio | Sovjet-Unie | 3-2  | Duits eenheidsteam |      |

| Groep halve finale A/B |                    |             |             |             |             |        |        |        |        |
| #                      | Land               | Wedstrijden | Wedstrijden | Wedstrijden | Wedstrijden | Punten | Punten | Punten | Punten |
| #                      | Land               | G           | W           | G           | V           | V      | T      | Saldo  | Punten |
| 1                      | Sovjet-Unie        | 3           | 2           | 1           | 0           | 7      | 4      | +3     | 5      |
| 2                      | Italië             | 3           | 2           | 0           | 1           | 6      | 6      | 0      | 4      |
| 3                      | Roemenië           | 3           | 1           | 1           | 1           | 10     | 10     | 0      | 3      |
| 3                      | Duits eenheidsteam | 3           | 0           | 0           | 3           | 7      | 10     | -3     | 0      |

| Ronde        | Datum | Plaats      | Land | Score       | Land |
| ------------ | ----- | ----------- | ---- | ----------- | ---- |
| Halve finale |       |             |      |             |      |
| 14 oktober   | Tokio | Italië      | 0-2  | Sovjet-Unie |      |
| 15 oktober   | Tokio | Sovjet-Unie | 2-2  | Roemenië    |      |

| Finale groep |             |             |             |             |             |        |        |        |        |
| #            | Land        | Wedstrijden | Wedstrijden | Wedstrijden | Wedstrijden | Punten | Punten | Punten | Punten |
| #            | Land        | G           | W           | G           | V           | V      | T      | Saldo  | Punten |
| 1            | Hongarije   | 3           | 2           | 1           | 0           | 12     | 7      | +5     | 5      |
| 2            | Joegoslavië | 3           | 2           | 1           | 0           | 8      | 5      | +3     | 5      |
| 3            | Sovjet-Unie | 3           | 1           | 0           | 2           | 4      | 7      | -3     | 2      |
| 3            | Italië      | 3           | 0           | 0           | 3           | 2      | 7      | -5     | 0      |

| Ronde      | Datum | Plaats      | Land | Score       | Land |
| ---------- | ----- | ----------- | ---- | ----------- | ---- |
| Finale     |       |             |      |             |      |
| 14 oktober | Tokio | Joegoslavië | 2-0  | Sovjet-Unie |      |
| 15 oktober | Tokio | Sovjet-Unie | 2-5  | Hongarije   |      |

### Wielersport
| Olympiër                                                              | Discipline                    | Resultaat | Prestatie |
| Baan                                                                  | Baan                          | Baan      | Baan |
| --------------------------------------------------------------------- | ----------------------------- | --------- | --- |
| Valery Khitrov                                                        | sprint (m)                    | 9e        | 1ste ronde serie 9: 1ste in 11,54 2de ronde serie 5: 2de herkansingen: 1ste in 11,45 herkansingen 2: V van FRA Trentin                                                   |
| Omar Pkhak'adze                                                       | sprint (m)                    | 9e        | 1ste ronde serie 8: 1ste in 12,26 2de ronde serie 1: 2de herkansingen: 1ste in 11,70 herkansingen 2: V van ITA Pettenella                                                |
| Viktor Logunov                                                        | tijdrit (m)                   | 9e        | 1.11,36 |
| Stanislav Moskvin                                                     | individuele achtervolging (m) | 5e        | 1ste ronde: W van FRA: 5.05,67 kwartfinale: V van NED Groen: 5.02,27 |
| Imants Bodnieks Viktor Logunov                                        | tandem (m)                    | Zilver    | 1ste ronde: W van TCH Paar/Štark kwartfinale: W van AUS Browne/Perkins: 2-0 halve finale: W van NED de Graaf/van der Touw: 2-0 finale: V van ITA Damiano/Bianchetto: 1-2 |
| Leonid Kolumbet Dzintars Lācis Stanislav Moskvin Sergey Tereshchenkov | ploegenachtervolging (m)      | 5e        | 1ste ronde: W van Frankrijk: 4.43,76 kwartfinale: V van Nederland: 4.41,70                                                                                               |
| Weg                                                                   |                               |           | |
| Joeri Melichov                                                        | wegwedstrijd (m)              | 60e       | 4:39.51,81 |
| Anatoli Olizarenko                                                    | wegwedstrijd (m)              | 56e       | 4:39.51,80 |
| Aleksej Petrov                                                        | wegwedstrijd (m)              | 62e       | 4:39.51,81 |
| Gajnan Saidtsjoezen                                                   | wegwedstrijd (m)              | 40e       | 4:39.51,76 |
| Joeri Melichov Anatoli Olizarenko Aleksej Petrov Gajnan Saidtsjoezen  | ploegentijdrit (m)            | 5e        | 2:28.26,48 |

### Worstelen
| Olympiër             | Discipline  | Resultaat   | Prestatie |
| Vrije stijl          | Vrije stijl | Vrije stijl | Vrije stijl |
| -------------------- | ----------- | ----------- | --- |
| Ali Aliyev           | -52kg (m)   | 4e          | 1ste ronde: W van ROU Ţarălungă: beslissing 2de ronde: G van USA Simons 3de ronde: W van MGL Damdinsharav: beslissing 4de ronde: W van IND Singh: val 5de ronde: V van JPN Yoshida: beslissing                                                                                        |
| Aydin Ibrahimov      | -57kg (m)   | Brons       | 1ste ronde: W van MEX López: beslissing 2de ronde: W van CAN Hirabayashi: beslissing 3de ronde: W van FIN Alanen: val 4de ronde: vrij 5de ronde: W van KOR Choi: beslissing 6de ronde: V van JPN Uetake: beslissing 7de ronde: V van TUR Akbaş: beslissing                            |
| Nodar Khokhashvili   | -63kg (m)   | Brons       | 1ste ronde: W van PAK Akhtar: beslissing 2de ronde: W van TUR Şahinkaya: beslissing 3de ronde: W van FIN Jaskari: beslissing 4de ronde: W van USA Douglas: beslissing 5de ronde: W van IRI Seifpour: beslissing 6de ronde: G van BUL Ivanov 7de ronde: V van JPN Watanabe: beslissing |
| Zarbeg Beriashvili   | -70kg (m)   | 6e          | 1ste ronde: V van TUR Atalay: beslissing 2de ronde: W van PAK Bashir: beslissing 3de ronde: W van IND Chand: beslissing 4de ronde: W van BUL Valchev: beslissing |
| Guram Sagaradze      | -78kg (m)   | Zilver      | 1ste ronde: W van PHI Mayo: val 2de ronde: W van AFG Khan Shakar: val 3de ronde: W van CAN Oberlander: beslissing 4de ronde: W van IND Singh: beslissing 5de ronde: G van TUR Oğan: beslissing 6de ronde: G van IRI Ali Sanatkaran                                                    |
| Shota Lomidze        | -86kg (m)   | 9e          | 1ste ronde: G van BUL Gardzhev 2de ronde: W van SUI Kobelt: beslissing 3de ronde: V van TUR Güngör: beslissing |
| Aliaksandr Miadved   | -97kg (m)   | Goud        | 1ste ronde: W van ROU Balla: val 2de ronde: W van SWE Eriksson: beslissing 3de ronde: G van TUR Ayık 4de ronde: vrij 5de ronde: W van SUI Jutzeler: val 6de ronde: W van BUL Mustafov: val                                                                                            |
| Aleksandr Ivanitsky  | +97kg (m)   | Goud        | 1ste ronde: W van MGL Sanjaa: val 2de ronde: W van USA Kristoff: beslissing 3de ronde: W van HUN Reznák: val 4de ronde: W van ROU Stîngu: beslissing 5de ronde: G van BUL Akhmedov |
| Grieks-Romeins       |             |             | |
| Armais Sayadov       | -52kg (m)   | 11e         | 1ste ronde: W van GRE Ganotis: beslissing 2de ronde: V van JPN Hanahara: beslissing 3de ronde: V van ITA Fabra: beslissing |
| Vladlen Trostianskiy | -57kg (m)   | Zilver      | 1ste ronde: W van TUR Beşergil: beslissing 2de ronde: W van IND Singh: beslissing 3de ronde: W van POL Knitter: beslissing 4de ronde: G van TCH Švec 5de ronde: W van ROU Cernea: beslissing                                                                                          |
| Roman Rurua          | -63kg (m)   | Zilver      | 1ste ronde: W van POL Macioch: beslissing 2de ronde: W van TUR Sille: val 3de ronde: W van DEN Skrydstrup: beslissing 4de ronde: W van BEL Mewis: beslissing 5de ronde: W van JPN Sakurama: beslissing 6de ronde: G van HUN Polyák                                                    |
| Davit Gvantseladze   | -70kg (m)   | Brons       | 1ste ronde: W van EUA Schmitt: beslissing 2de ronde: V van TUR Ayvaz: beslissing 3de ronde: W van YUG Horvat: beslissing 4de ronde: vrij 5de ronde: W van FIN Tapio: beslissing 6de ronde: V van ROU Bularcă: beslissing 7de ronde: W van JPN Fujita: beslissing                      |
| Anatoly Kolesov      | -78kg (m)   | Goud        | 1ste ronde: W van KOR Sin: beslissing 2de ronde: G van ROU Ţăranu 3de ronde: G van BUL Petkov 4de ronde: W van FRA Schiermeyer: val 5de ronde: G van SWE Nyström 6de ronde: W van POL Dubicki: beslissing                                                                             |
| Valentin Olenik      | -86kg (m)   | 4e          | 1ste ronde: G van ROU Popovici 2de ronde: W van POL Kwieciński: beslissing 3de ronde: W van EUA Metz: beslissing 4de ronde: W van USA Baughman: beslissing 5de ronde: G van YUG Simić                                                                                                 |
| Rostom Abashidze     | -97kg (m)   | 4e          | 1ste ronde: G van YUG Cucić 2de ronde: W van HUN Kiss: beslissing 3de ronde: G van SWE Svensson 4de ronde: W van SUI Jutzeler: beslissing |
| Anatoly Roshchin     | +97kg (m)   | Zilver      | 1ste ronde: W van FIN Kangasniemi: val 2de ronde: W van TCH Kment: beslissing 3de ronde: W van ROU Stîngu: val 4de ronde: W van SWE Svensson: beslissing 5de ronde: W van EUA Dietrich: beslissing 6de ronde: G van HUN Kozma                                                         |

### Zeilen
| Olympiër                                                      | Discipline      | Resultaat | Prestatie                          |
| ------------------------------------------------------------- | --------------- | --------- | ---------------------------------- |
| Aleksandr Chuchelov                                           | finn klasse     | 12e       | 3774 punten: (26-16-21-3-17-17-3)  |
| Viktor Pilchin Aleksandr Shelkovnikov                         | flying dutchman | 5e        | 4375 punten: (7-13-DNF-4-10-4-1)   |
| Timir Pinegin Fyodor Shutkov                                  | star klasse     | 5e        | 4305 punten: (3-1-DNF-5-10-4-8)    |
| Lev Alekseyev Valery Nikulin Yury Shavrin                     | drakenklasse    | 9e        | 3996 punten: (6-9-2-8-7-10-12)     |
| Konstantin Alexandrov Konstantin Melgunov Valentin Zamotaikin | 5,5m R-klasse   | 13e       | 1596 punten: (11-11-10-7-12-11-12) |

### Zwemmen
| Olympiër                                                                  | Discipline            | Resultaat | Prestatie                                                                   |
| ------------------------------------------------------------------------- | --------------------- | --------- | --------------------------------------------------------------------------- |
| Viktor Semchenkov                                                         | 100m vrije slag (m)   | 28e       | serie 9: 3de in 56,2                                                        |
| Vladimir Shuvalov                                                         | 100m vrije slag (m)   | 17e       | serie 6: 5de in 55,9 halve finale 3: 6de in 55,8                            |
| Yury Sumtsov                                                              | 100m vrije slag (m)   | 31e       | serie 4: 4de in 56,3                                                        |
| Semyon Belits-Geiman                                                      | 400m vrije slag (m)   | 8e        | serie 6: 2de in 4.19,4 finale: 8ste in 4.21,4                               |
| Yevgeny Novikov                                                           | 400m vrije slag (m)   | 23e       | serie 3: 3de in 4.30,0                                                      |
| Aleksandr Paramonov                                                       | 400m vrije slag (m)   | 31e       | serie 2: 4de in 4.34,0                                                      |
| Viktor Mazanov                                                            | 200m rugslag (m)      | 6e        | serie 2: 2de in 2.16,8 halve finale 2: 3de in 2.15,4 finale: 6de in 2.15,9  |
| Vladimir Kosinsky                                                         | 200m schoolslag (m)   | 8e        | serie 4: 2de in 2.35,6 halve finale 2: 4de in 2.33,5 finale: 8ste in 2.38,1 |
| Georgy Prokopenko                                                         | 200m schoolslag (m)   | Zilver    | serie 2: 2de in 2.30,3 halve finale 2: 2de in 2.29,7 finale: 2de in 2.28,2  |
| Aleksandr Tutakayev                                                       | 200m schoolslag (m)   | 4e        | serie 5: 2de in 2.36,9 halve finale 2: 3de in 2.30,5 finale: 4de in 2.31,0  |
| Oleg Fotin                                                                | 200m vlinderslag (m)  | 17e       | serie 4: 3de in 2.17,3                                                      |
| Valentin Kuzmin                                                           | 200m vlinderslag (m)  | 5e        | serie 3: 3de in 2.15,5 halve finale 1: 4de in 2.11,9 finale: 5de in 2.11,3  |
| Viktor Mazanov Vladimir Shuvalov Viktor Semchenkov Yury Sumtsov           | 4x100m vrije slag (m) | 6e        | serie 2: 4de in 3.41,8 finale: 6de in 3.42,1                                |
| Semyon Belits-Geyman Vladimir Berezin Yevgeny Novikov Aleksandr Paramonov | 4x200m vrije slag (m) | 6e        | serie 1: 3de in 8.14,5 finale: 7de in 8.15,1                                |
| Valentin Kuzmin Viktor Mazanov Viktor Semchenkov Aleksandr Tutakayev      | 4x100m wisselslag (m) | 6e        | serie 1: 3de in 4.07,6 finale: 4de in 4.04,2                                |
|                                                                           |                       |           |                                                                             |
| Nataliya Bystrova                                                         | 100m vrije slag (v)   | 19e       | serie 4: 4de in 1.04,0                                                      |
| Nataliya Ustinova                                                         | 100m vrije slag (v)   | 21e       | serie 3: 3de in 1.04,2                                                      |
| Nataliya Bystrova                                                         | 400m vrije slag (v)   | 19e       | serie 4: 4de in 5.05,0                                                      |
| Nataliya Mikhaylova                                                       | 400m vrije slag (v)   | 25e       | serie 5: 5de in 5.08,0                                                      |
| Nataliya Mikhaylova                                                       | 100m rugslag (v)      | 12e       | serie 4: 4de in 1.11,4                                                      |
| Tatyana Savelyeva                                                         | 100m rugslag (v)      | 15e       | serie 2: 5de in 1.11,8                                                      |
| Svetlana Babanina                                                         | 200m schoolslag (v)   | Brons     | serie 3: 1ste in 2.48,3 finale: 3de in 2.48,6                               |
| Galina Prozumenshchikova                                                  | 200m schoolslag (v)   | Goud      | serie 2: 2de in 2.49,0 finale: 1ste in 2.46,4 (OR)                          |
| Tetiana Dev'iatova                                                        | 100m vlinderslag (v)  | 17e       | serie 3: 5de in 1.11,1                                                      |
| Valentyna Yakovleva                                                       | 100m vlinderslag (v)  | 18e       | serie 4: 3de in 1.11,2                                                      |
| Svetlana Babanina Nataliya Bystrova Tatyana Devyatova Tatyana Savelyeva   | 4x100m wisselslag (v) | Brons     | serie 1: 1ste in 4.39,1 finale: 3de in 4.39,2                               |

Afghanistan · Algerije · Argentinië · Australië · Bahama's · België · Bermuda · Birma · Bolivia · Brazilië · Brits-Guiana · Bulgarije · Cambodja · Canada · Ceylon · Chili · Colombia · Congo-Brazzaville · Costa Rica · Cuba · Denemarken · Dominicaanse Republiek · Duits eenheidsteam · Ethiopië · Filipijnen · Finland · Frankrijk · Ghana · Griekenland · Groot-Brittannië · Hongarije · Hongkong · Ierland · IJsland · India · Irak · Iran · Israël · Italië · Ivoorkust · Jamaica · Japan · Joegoslavië · Kameroen · Kenia · Libanon · Liberia · Libië · Liechtenstein · Luxemburg · Madagaskar · Maleisië · Mali · Marokko · Mexico · Monaco · Mongolië · Nederland · Nederlandse Antillen · Nepal · Nieuw-Zeeland · Niger · Nigeria · Noord-Rhodesië · Noorwegen · Oeganda · Oostenrijk · Pakistan · Panama · Peru · Polen · Portugal · Puerto Rico · Roemenië · Senegal · Sovjet-Unie · Spanje · Taiwan · Tanganyika · Thailand · Trinidad en Tobago · Tsjaad · Tsjecho-Slowakije · Tunesië · Turkije · Uruguay · Venezuela · Verenigde Arabische Republiek · Verenigde Staten · Vietnam · Zuid-Korea · Zuid-Rhodesië · Zweden · Zwitserland